# Joya no Kane

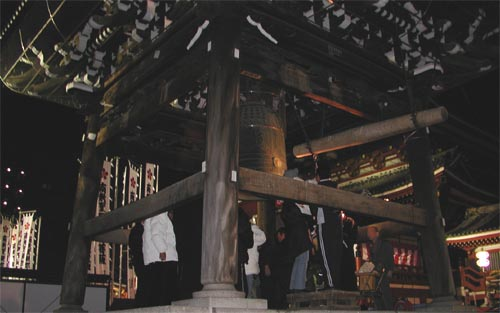
Visitantes tocam o sino em Ōsu Kannon em Nagoya.

Joya no Kane(除夜の鐘) lit.  "sino da meia-noite" é um evento budista japonês realizado anualmente na véspera de Ano Novo. O sino, ou bonshō, é tocado à meia-noite de 31 de dezembro, como parte das celebrações de Ōmisoka. A maioria dos templos toca o sino 108 vezes. É comemorado principalmente no Japão, mas também na Coreia do Sul e em templos budistas japoneses ao redor do mundo.

## Joya no Kane Japonês

### História
O costume de tocar o sino do templo 108 vezes nos templos Zen teve origem nos templos Zen da dinastia Song, na China. O costume foi introduzido nos templos Zen japoneses durante o período Kamakura (1185-1333), e naquela época os sinos do templo tocavam 108 vezes pela manhã e à noite todos os dias. No período Muromachi (1333-1573), o toque do sino do templo 108 vezes nos templos Zen tornou-se um evento exclusivo dos templos Zen japoneses, realizado apenas na véspera de Ano Novo, e foi estabelecido como "Joya no kane". Nos templos Zen, é realizado à meia-noite na véspera de Ano Novo para afastar a má sorte da direção nordeste.
Joya no Kane era um tema haiku no período Edo, mas foi somente na década de 1930 que foi adotado como um kigo (palavra da estação de haiku) e tornou-se um tema de haiku mais comum.
De acordo com Hirayama Noboru da Universidade de Kanagawa, o costume de Joya no Kane foi amplamente esquecido na era Meiji, mas espalhou-se por todo o Japão novamente no início da era Showa por meio de transmissões de rádio. Em 1927, dois anos após a abertura da primeira estação de rádio no Japão, a JOAK, antecessora da NHK, começou a transmitir um programa de rádio "Joya no Kane". Nos dois primeiros anos, um sino budista instalado no estúdio tocava no Ano Novo, mas em 1929 o programa foi transmitido ao vivo de um templo. A primeira transmissão ao vivo foi do Templo Senso-ji. Este programa levou à disseminação do Joya no Kane não apenas para templos Zen, mas também para templos de várias seitas budistas por todo o Japão. Os registos de Chion-in, o principal templo da seita Jodo-shu (o predecessor de Jodo Shinshu), mostram que a primeira ocorrência de Joya no Kane data de 1928 ou 1929, após a transmissão de rádio inicial. Em 1955, o programa foi renomeado "Yuku Toshi Kuru Toshi" (Ano que Vai, Ano que Vem) e começou a ser transmitido pela televisão, onde continua até hoje.
Em 1941, o Japão entrou oficialmente na Segunda Guerra Mundial. Em 25 de dezembro, os militares japoneses venceram a Batalha de Hong Kong. Naquele ano, em vez de transmitir Joya no Kane, a NHK transmitiu uma gravação de um canhão disparado durante o ataque. À medida que a posição japonesa na guerra se deteriorava, muitos templos foram obrigados a entregar os seus sinos para serem desmantelados e transformados em metal, deixando esses templos sem a capacidade de conduzir Joya no Kane. Alguns desses templos substituíram os seus sinos por um tambor taiko.
Desde o final da década de 2010, devido às tendências de envelhecimento entre os monges e às queixas dos vizinhos sobre a poluição sonora, alguns templos optaram por parar de tocar os sinos à meia-noite da véspera de Ano Novo. No decorrer desse debate, há quem argumente que não se trata de poluição sonora, enquanto outros argumentam que, devido à sua popularização na era do rádio, não é uma tradição tão precisa que precise ser realizada à meia-noite. Ryukoku-ji em Namerikawa decidiu mover Joya no Kane para as 14:00 a partir de 2021, levando em consideração a diminuição de peregrinos devido ao envelhecimento da população do Japão e o perigo de neve e gelo nos degraus para chegar ao sino.

## Origem do 108
Joya no Kane consiste em 108 toques de sinos na maioria dos templos. Há várias explicações possíveis para as origens do número 108, listadas abaixo, mas não existe uma resposta correta. Alguns templos, especialmente aqueles que permitem que leigos participem do toque do sino, podem passar de 108 toques, seja com múltiplos de 108 ou simplesmente indo para 200 ou mais.

### Número de pecados mundanos
No budismo, existem 108 pecados conhecidos como kleshas oubonnou (煩悩) em japonês. Estes 108 são derivados dos seis sentidos (Āyatana): visão, audição, olfato, paladar, corpo e mente. Cada sentido tem três variações: agradável, desagradável e uniforme. Estas 18 variações têm mais dois tipos: puro e impuro. Dessas 36, há três vidas a serem divididas: a vida passada, a vida presente e a próxima vida, para um total de 108 kleshas.

### Quatro e oito tipos de sofrimento
Uma classificação de dukkha identifica quatro tipos de sofrimento: nascimento, velhice, doença e morte. Então, outros quatro tipos de sofrimento são adicionados: separação de entes queridos, encontro com pessoas desagradáveis, não obter o que se busca e a dor dos cinco skandhas. Tanto 4 quanto 8 são multiplicados por 9 e somados para somar 108. Esta explicação é atestada em múltiplas fontes, embora a origem do 9 não seja explicada.

### Divisões do ano
No calendário tradicional japonês, há 12 meses, 24 termos solares e 72 microestações (3 por termo solar). Quando cada um desses três são somados, o total é 108.

### Seitas
Joya no Kane começou originalmente como uma prática budista Zen. Entretanto, durante o Período Showa, ele espalhou-se por todo o Japão por meio de transmissões de rádio.

### Etiqueta
Antes de tocar o sino, os participantes colocam as mãos em gassho, de frente para o sino.
Em termos de programação, alguns templos abrangem os dois anos, enquanto outros só começam a tocar depois da meia-noite. Os templos que abrem antes da meia-noite, geralmente o fazem às 23:00 ou mais tarde. Nos templos que realizam 108 toques, alguns tocam o sino 107 vezes durante os anos antigos e guardam o restante do toque para o ano novo. Os templos que só começam a tocar depois da meia-noite incluem Zojo-ji, Senso-ji e Narita-san Shinsho-ji.

## Fora do Japão

### Coreia
Também é comemorado até certo ponto na Coreia do Sul, onde a tradição começou em Bosingak. Em vez de repeti-lo 108 vezes, eles tocam o sino 33 vezes, originando-se do Trāyastriṃśa. É transmitido pela rádio desde 1929 e pela TV desde 1956.
Durante a Dinastia Joseon, quando os portões ao redor de Seul eram fechados todas as noites, o sino em Bosingak tocava 28 vezes e depois tocava 33 vezes pela manhã, quando os portões eram abertos novamente. Naquela época, esta prática era realizada sem nenhuma relação com o budismo ou Joya no Kane. O toque noturno dos sinos foi descontinuado em 1895 como parte das Reformas Gabo. Depois de o Japão ter ocupado a Coreia, um templo japonês em Namsan introduziu o Joya no Kane. O toque de sinos em Bosingak foi revivido em 1953 na forma de Joya no Kane, mas usando um padrão de 33 toques em vez dos 108 japoneses. A participação neste evento anual é tão alta que os comboios do metro de Seul não param na estação Jonggak nessa altura para evitar acidentes.

### Estados Unidos

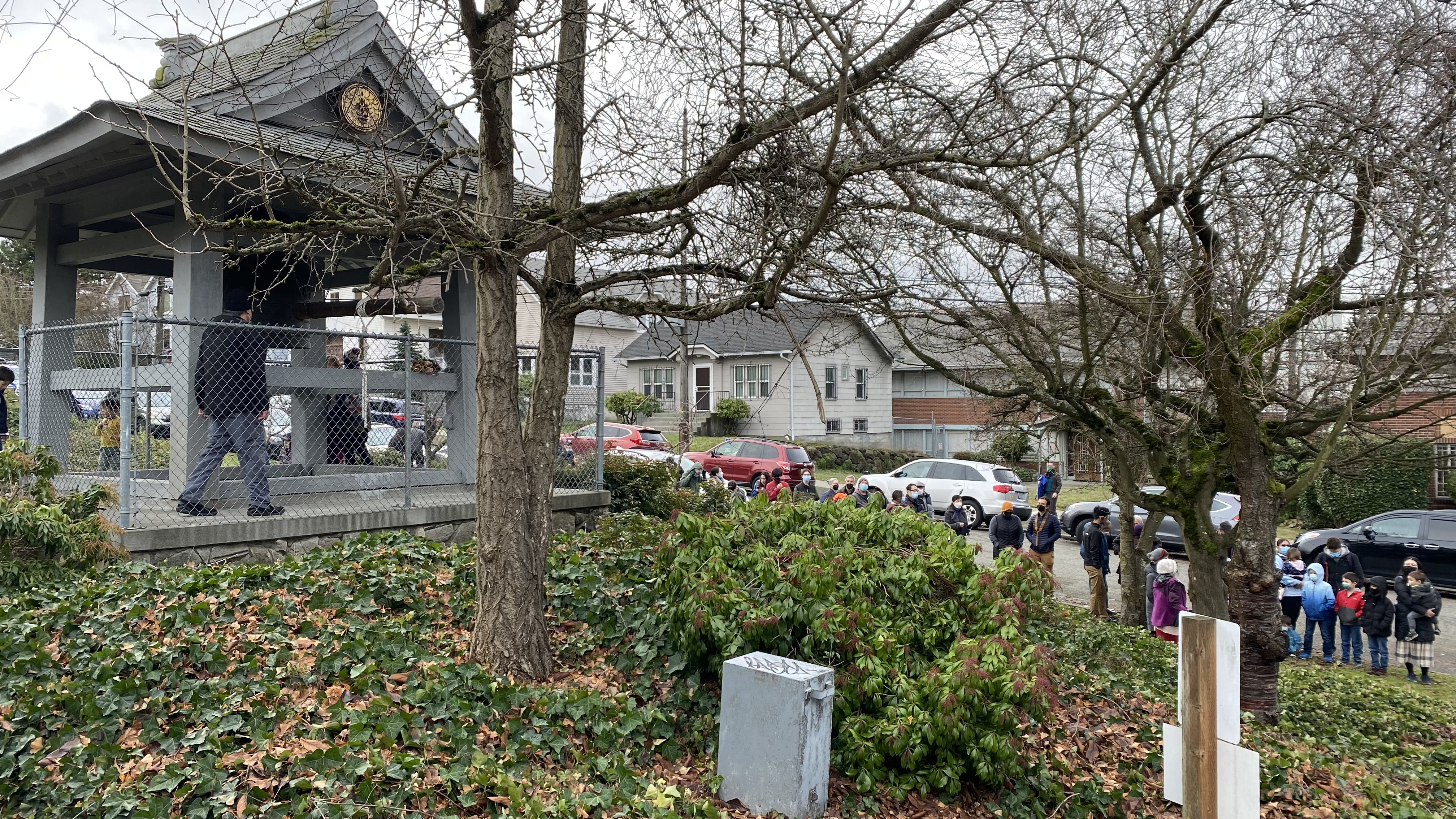
Joya no Kane em Seattle (dezembro de 2022).

Alguns templos budistas japoneses nos Estados Unidos, como o Templo Budista Jodo Shinshu Seattle Betsuin, também celebram Joya no Kane. Embora muitos destes templos toquem os sinos durante o dia e/ou num dia diferente para facilitar a presença dos membros da sangha.